# Hy tần
Hy tần Hách Xá Lý thị (chữ Hán: 僖嫔赫舍里氏, ? - 11 tháng 9 năm 1702), là một phi tần của Thanh Thánh Tổ Khang Hi Đế.

## Tiểu sử
Hy tần, xuất thân từ gia tộc Hách Xá Lý thị, người Mãn, con gái của Lãi Sơn (赉山), không rõ quan hàm phẩm trật. Từ dòng tộc của Hy tần, nhiều tư liệu đã suy đoán bà là họ hàng của Hiếu Thành Nhân Hoàng hậu và Bình phi, nhưng không có căn cứ chi tiết. Cũng vì sự mơ hồ của thân thế, cũng không ghi lại việc bà có tham gia Bát Kỳ tuyển tú hay không. Về cơ bản, Hy tần mang họ Hách Xá Lý thị, mà dòng họ này vô cùng hiển hách, được trọng dụng, nên cư nhiên xuất thân của bà không phải là quá thấp kém. Khi nhập vào hậu cung, bà chỉ được gọi là Thứ phi (庶妃), chưa định danh phận rõ ràng. Tuy nhiên dựa vào thời điểm sắc phong, thì có lẽ bà là một trong những phi tần đầu tiên của Khang Hi Đế.
Năm Khang Hi thứ 16 (1677), Khang Hi Đế đại phong hậu cung, sách lập Kế Hoàng hậu Nữu Hỗ Lộc thị, còn phong cho Nạp Lạt Huệ tần, Quách Lạc La Nghi tần, Mã Giai Vinh tần, Lý An tần, Chương Giai Kính tần, Đổng Đoan tần. Cùng với đó, Hoàng đế mệnh Đai học sĩ Lý Thiên Phục (李天馥) cầm cờ tiết, tấn phong Thứ phi Hách Xá Lý thị làm [Hy tần] . Lúc này, trong hậu cung có tổng cộng 7 vị Tần và ngự bài của Hy tần đứng hàng cuối cùng. Hy tần Hách Xá Lý thị là người trẻ nhất trong Thất tần, được ghi nhận thụ Khang Hi sủng ái, tuy nhiên do mãi không thể sinh dục, nên vãn niên không được coi trọng và không được tấn thăng thêm một bậc nào nữa.
Năm Khang Hi 41 (1702), ngày 11 tháng 9, Hy tần Hách Xá Lý thị khứ thế, không rõ thọ bao nhiêu tuổi. Khang Hi Đế hạ lệnh nghỉ triều hai ngày để làm lễ tế điệu cho bà. Hy tần sinh thời chưa từng sinh con, năm Khang Hi thứ 44 (1705), ngày 9 tháng 2, Khang Hi Đế lệnh đem bà nhập táng Cảnh lăng Phi viên tẩm. Bởi vị trí cao nhất của bà là Tần, nên không có thần vị sau khi chết.